# Gornji Karajzovci
Gornji Karajzovci är ett samhälle i Bosnien och Hercegovina.   Det ligger i entiteten Republika Srpska, i den norra delen av landet, 150 km nordväst om huvudstaden Sarajevo. Gornji Karajzovci ligger 98 meter över havet och antalet invånare är 502.
Terrängen runt Gornji Karajzovci är platt.Närmaste större samhälle är Bosanska Gradiška, 16,7 km nordväst om Gornji Karajzovci. 
Omgivningarna runt Gornji Karajzovci är en mosaik av jordbruksmark och naturlig växtlighet. Runt Gornji Karajzovci är det ganska tätbefolkat, med 67 invånare per kvadratkilometer.